# Oscinisoma germanicum
Oscinisoma germanicum är en tvåvingeart som först beskrevs av Oswald Duda 1932.  Oscinisoma germanicum ingår i släktet Oscinisoma och familjen fritflugor. Arten är reproducerande i Sverige. Inga underarter finns listade i Catalogue of Life.